# Franc-maçonnerie au Liban
La franc-maçonnerie au Liban se développe au XIXe siècle.

## Histoire
La franc-maçonnerie sous sa forme institutionnelle s'implante à Beyrouth en 1861. La loge « Palestine no 415 » est érigée à Beyrouth le 6 mai 1861 par un diplomate britannique, le consul Eldridge, et sous l'autorité de la Grande Loge d'Écosse . D'autres loges ont été créées quelques années plus tard, la loge « Le Liban » en 1868. Puis la loge « La Chaîne d'Union » en 1869, les deux sous les auspices du Grand Orient de France à Beyrouth ,. D'autres obédiences dont la Grande Loge d'Écosse et la Grande Loge de France, créeront par la suite des ateliers au Liban[réf. nécessaire]. 
À cette époque le Liban faisait partie de l'Empire ottoman très influencé par le soufisme. La franc-maçonnerie était alors considérée comme un « soufisme occidental » apportant une forme de « modernité » et de liberté d'expression. Ces ateliers étrangers constitueront, comme dans les autres pays sous protectorat français ou britannique, le socle des obédiences nationales. 
Au début du XXe siècle, les loges sont confrontées à l'opposition des Jésuites et à une restructuration due à la première guerre mondiale. Les loges maçonniques ont participé avec d'autres à plus de libéralisme qui a pu conduire au nationalisme arabe.  
Après la Première Guerre mondiale, les loges syriennes, se déplacent vers le Liban où elles sont tolérées. La Seconde Guerre mondiale affaiblit fortement la maçonnerie, d'autant plus qu'elle est dominée par des obédiences étrangères. À partir de 1945 commence à se structurer une franc-maçonnerie proprement libanaise. Elle se développe jusqu'à la guerre civile en 1975.[réf. nécessaire]
Le 11 octobre 2014, la loge «  Tanit », première loge féminine au Liban fut créée sous les auspices de la Grande Loge féminine de France.[réf. nécessaire]